# Fußball-Weltmeisterschaft 2010/Gruppe B
| Pl. | Land         | Sp. | S | U | N | Tore    | Diff. | Punkte |
| --- | ------------ | --- | - | - | - | ------- | ----- | ------ |
| 1.  | Argentinien  | 3   | 3 | 0 | 0 | 007:100 | +6    | 09     |
| 2.  | Südkorea     | 3   | 1 | 1 | 1 | 005:600 | −1    | 04     |
| 3.  | Griechenland | 3   | 1 | 0 | 2 | 002:500 | −3    | 03     |
| 4.  | Nigeria      | 3   | 0 | 1 | 2 | 003:500 | −2    | 01     |

Gruppe B der Fußball-Weltmeisterschaft 2010:

## Südkorea – Griechenland 2:0 (1:0)
| Südkorea                                                                                     | Südkorea | Griechenland | Griechenland | Aufstellung                             |
| -------------------------------------------------------------------------------------------- | --- | --- | ------------ | --------------------------------------- |
| Südkorea                                                                                     | \| 1. Spieltag \| \| 12. Juni 2010 um 13:30 Uhr in Nelson Mandela Bay/Port Elizabeth (Nelson-Mandela-Bay-Stadion) \| \| Zuschauer: 31.513 \| \| Schiedsrichter: Michael Hester ( Neuseeland) \| \| Spielbericht \|                                      | \| 1. Spieltag \| \| 12. Juni 2010 um 13:30 Uhr in Nelson Mandela Bay/Port Elizabeth (Nelson-Mandela-Bay-Stadion) \| \| Zuschauer: 31.513 \| \| Schiedsrichter: Michael Hester ( Neuseeland) \| \| Spielbericht \| | Griechenland | Aufstellung Südkorea gegen Griechenland |
| Südkorea                                                                                     | Jung Sung-ryong – Cha Du-ri, Cho Yong-hyung, Lee Jung-soo, Lee Young-pyo – Ki Sung-yong (74. Kim Nam-il), Kim Jung-woo, Lee Chung-yong (90.+1' Kim Jae-sung), Yeom Ki-Hun, Park Ji-sung – Park Chu-young (87. Lee Seung-ryul) Cheftrainer: Huh Jung-moo | Alexandros Tzorvas – Georgios Seitaridis, Vasilios Torosidis, Loukas Vyntra, Avraam Papadopoulos – Giorgos Karagounis (46. Christos Patsatzoglou), Kostas Katsouranis, Alexandros Tziolis – Giorgos Samaras (59. Dimitrios Salpingidis), Angelos Charisteas (61. Pantelis Kapetanos), Theofanis Gekas Cheftrainer: Otto Rehhagel ( Deutschland) | Griechenland | Aufstellung Südkorea gegen Griechenland |
| Südkorea                                                                                     | 1:0 Jung-soo (7.) 2:0 Ji-sung (52.) | | Griechenland | Aufstellung Südkorea gegen Griechenland |
| Südkorea                                                                                     | Torosidis | | Griechenland | Aufstellung Südkorea gegen Griechenland |
| Südkorea                                                                                     | Spieler des Spiels: Ji-sung (Südkorea) | | Griechenland | Aufstellung Südkorea gegen Griechenland |
| 1. Spieltag                                                                                  | | |              |                                         |
| 12. Juni 2010 um 13:30 Uhr in Nelson Mandela Bay/Port Elizabeth (Nelson-Mandela-Bay-Stadion) | | |              |                                         |
| Zuschauer: 31.513                                                                            | | |              |                                         |
| Schiedsrichter: Michael Hester ( Neuseeland)                                                 | | |              |                                         |
| Spielbericht                                                                                 | | |              |                                         |

## Argentinien – Nigeria 1:0 (1:0)
| Argentinien                                                     | Argentinien | Nigeria | Nigeria | Aufstellung                           |
| --------------------------------------------------------------- | --- | --- | ------- | ------------------------------------- |
| Argentinien                                                     | \| 1. Spieltag \| \| 12. Juni 2010 um 16:00 Uhr in Johannesburg (Ellis-Park-Stadion) \| \| Zuschauer: 55.686 \| \| Schiedsrichter: Wolfgang Stark ( Deutschland) \| \| Spielbericht \|                                                                                                 | \| 1. Spieltag \| \| 12. Juni 2010 um 16:00 Uhr in Johannesburg (Ellis-Park-Stadion) \| \| Zuschauer: 55.686 \| \| Schiedsrichter: Wolfgang Stark ( Deutschland) \| \| Spielbericht \|                                                                       | Nigeria | Aufstellung Argentinien gegen Nigeria |
| Argentinien                                                     | Sergio Romero – Martín Demichelis, Walter Samuel, Gabriel Heinze – Jonás Gutiérrez, Juan Sebastián Verón (74. Maxi Rodríguez), Javier Mascherano , Ángel Di María (85. Nicolás Burdisso) – Lionel Messi – Gonzalo Higuaín (79. Diego Milito), Carlos Tévez Cheftrainer: Diego Maradona | Vincent Enyeama – Chidi Odiah, Danny Shittu, Joseph Yobo , Taye Taiwo (74. Kalu Uche) – Lukman Haruna, Sani Kaita, Dickson Etuhu – Chinedu Obasi (60. Peter Odemwingie), Victor Obinna (52. Obafemi Martins), Yakubu Cheftrainer: Lars Lagerbäck ( Schweden) | Nigeria | Aufstellung Argentinien gegen Nigeria |
| Argentinien                                                     | 1:0 Heinze (6.) | | Nigeria | Aufstellung Argentinien gegen Nigeria |
| Argentinien                                                     | Gutiérrez | Haruna | Nigeria | Aufstellung Argentinien gegen Nigeria |
| Argentinien                                                     | Spieler des Spiels: Enyeama (Nigeria) | | Nigeria | Aufstellung Argentinien gegen Nigeria |
| 1. Spieltag                                                     | | |         |                                       |
| 12. Juni 2010 um 16:00 Uhr in Johannesburg (Ellis-Park-Stadion) | | |         |                                       |
| Zuschauer: 55.686                                               | | |         |                                       |
| Schiedsrichter: Wolfgang Stark ( Deutschland)                   | | |         |                                       |
| Spielbericht                                                    | | |         |                                       |

## Argentinien – Südkorea 4:1 (2:1)
| Argentinien                                              | Argentinien | Südkorea | Südkorea | Aufstellung                            |
| -------------------------------------------------------- | --- | --- | -------- | -------------------------------------- |
| Argentinien                                              | \| 2. Spieltag \| \| 17. Juni 2010 um 13:30 Uhr in Johannesburg (Soccer City) \| \| Zuschauer: 82.174 \| \| Schiedsrichter: Frank De Bleeckere ( Belgien) \| \| Spielbericht \|                                                                                                  | \| 2. Spieltag \| \| 17. Juni 2010 um 13:30 Uhr in Johannesburg (Soccer City) \| \| Zuschauer: 82.174 \| \| Schiedsrichter: Frank De Bleeckere ( Belgien) \| \| Spielbericht \|                                                       | Südkorea | Aufstellung Argentinien gegen Südkorea |
| Argentinien                                              | Sergio Romero – Jonás Gutiérrez, Martín Demichelis, Walter Samuel (23. Nicolás Burdisso), Gabriel Heinze – Maxi Rodríguez, Javier Mascherano , Ángel Di María – Lionel Messi – Gonzalo Higuaín (82. Mario Bolatti), Carlos Tévez (75. Sergio Agüero) Cheftrainer: Diego Maradona | Jung Sung-ryong – Lee Young-pyo, Lee Jung-soo, Oh Beom-seok. Cho Yong-hyung – Ki Sung-yueng (46. Kim Nam-il), Park Ji-sung , Lee Chung-yong, Kim Jung-woo – Park Chu-young (81. Lee Dong-gook), Yeom Ki-Hun Cheftrainer: Huh Jung-moo | Südkorea | Aufstellung Argentinien gegen Südkorea |
| Argentinien                                              | 1:0 Chu-young (16., Eigentor) 2:0 Higuaín (33.) 3:1 Higuaín (77.) 4:1 Higuaín (80.) | 2:1 Chung-yong (45.+1') | Südkorea | Aufstellung Argentinien gegen Südkorea |
| Argentinien                                              | Gutiérrez, Mascherano, Heinze | Ki-hun, Chung-yong | Südkorea | Aufstellung Argentinien gegen Südkorea |
| Argentinien                                              | Spieler des Spiels: Higuaín (Argentinien) | | Südkorea | Aufstellung Argentinien gegen Südkorea |
| 2. Spieltag                                              | | |          |                                        |
| 17. Juni 2010 um 13:30 Uhr in Johannesburg (Soccer City) | | |          |                                        |
| Zuschauer: 82.174                                        | | |          |                                        |
| Schiedsrichter: Frank De Bleeckere ( Belgien)            | | |          |                                        |
| Spielbericht                                             | | |          |                                        |

## Griechenland – Nigeria 2:1 (1:1)
| Griechenland                                                             | Griechenland | Nigeria | Nigeria | Aufstellung                            |
| ------------------------------------------------------------------------ | --- | --- | ------- | -------------------------------------- |
| Griechenland                                                             | \| 2. Spieltag \| \| 17. Juni 2010 um 16:00 Uhr in Mangaung/Bloemfontein (Free-State-Stadion) \| \| Zuschauer: 31.593 \| \| Schiedsrichter: Óscar Ruiz ( Kolumbien) \| \| Spielbericht \| | \| 2. Spieltag \| \| 17. Juni 2010 um 16:00 Uhr in Mangaung/Bloemfontein (Free-State-Stadion) \| \| Zuschauer: 31.593 \| \| Schiedsrichter: Óscar Ruiz ( Kolumbien) \| \| Spielbericht \|                                                                                | Nigeria | Aufstellung Griechenland gegen Nigeria |
| Griechenland                                                             | Alexandros Tzorvas – Avraam Papadopoulos, Vasilios Torosidis, Loukas Vyntra, Sokratis (36. Georgios Samaras), Sotirios Kyrgiakos – Giorgos Karagounis , Kostas Katsouranis, Alexandros Tziolis – Dimitrios Salpingidis, Theofanis Gekas (79. Sotirios Ninis) Cheftrainer: Otto Rehhagel ( Deutschland) | Vincent Enyeama – Chidi Odiah, Danny Shittu, Joseph Yobo , Taye Taiwo (56. Elderson Echiéjilé, 80. Rabiu Afolabi) – Lukman Haruna, Dickson Etuhu, Sani Kaita – Yakubu Aiyegbeni, Peter Odemwingie (46. Chinedu Obasi), Kalu Uche Cheftrainer: Lars Lagerbäck ( Schweden) | Nigeria | Aufstellung Griechenland gegen Nigeria |
| Griechenland                                                             | 1:1 Salpingidis (44.) 2:1 Torosidis (71.) | 0:1 Uche (16.) | Nigeria | Aufstellung Griechenland gegen Nigeria |
| Griechenland                                                             | Papastathopoulos, Tziolis, Samaras | Obasi | Nigeria | Aufstellung Griechenland gegen Nigeria |
| Griechenland                                                             | Kaita (33.) | | Nigeria | Aufstellung Griechenland gegen Nigeria |
| Griechenland                                                             | Spieler des Spiels: Enyeama (Nigeria) | | Nigeria | Aufstellung Griechenland gegen Nigeria |
| 2. Spieltag                                                              | | |         |                                        |
| 17. Juni 2010 um 16:00 Uhr in Mangaung/Bloemfontein (Free-State-Stadion) | | |         |                                        |
| Zuschauer: 31.593                                                        | | |         |                                        |
| Schiedsrichter: Óscar Ruiz ( Kolumbien)                                  | | |         |                                        |
| Spielbericht                                                             | | |         |                                        |

## Nigeria – Südkorea 2:2 (1:1)
| Nigeria                                                      | Nigeria | Südkorea | Südkorea | Aufstellung                        |
| ------------------------------------------------------------ | --- | --- | -------- | ---------------------------------- |
| Nigeria                                                      | \| 3. Spieltag \| \| 22. Juni 2010 um 20:30 Uhr in Durban (Moses-Mabhida-Stadion) \| \| Zuschauer: 61.874 \| \| Schiedsrichter: Olegário Benquerença ( Portugal) \| \| Spielbericht \|                                                                                              | \| 3. Spieltag \| \| 22. Juni 2010 um 20:30 Uhr in Durban (Moses-Mabhida-Stadion) \| \| Zuschauer: 61.874 \| \| Schiedsrichter: Olegário Benquerença ( Portugal) \| \| Spielbericht \|                                                              | Südkorea | Aufstellung Nigeria gegen Südkorea |
| Nigeria                                                      | Vincent Enyeama – Chidi Odiah, Joseph Yobo (46. Elderson Echiéjilé), Danny Shittu, Rabiu Afolabi – Dickson Etuhu, Yussuf Ayila – Chinedu Ogbuke Obasi, Nwankwo Kanu (57. Obafemi Martins), Kalu Uche – Yakubu Aiyegbeni (70. Victor Obinna) Cheftrainer: Lars Lagerbäck ( Schweden) | Jung Sung-ryong – Cha Du-ri, Cho Yong-hyung, Lee Jung-soo, Lee Young-pyo – Lee Chung-yong, Ki Sung-yueng (87. Kim Jae-sung), Kim Jung-woo, Park Ji-sung – Park Chu-Young (93. Kim Dong-jin), Yeom Ki-Hun (64. Kim Nam-il) Cheftrainer: Huh Jung-moo | Südkorea | Aufstellung Nigeria gegen Südkorea |
| Nigeria                                                      | 1:0 Uche (12.) 2:2 Yakubu (69., Foulelfmeter) | 1:1 Jung-soo (38.) 1:2 Chu-young (49.) | Südkorea | Aufstellung Nigeria gegen Südkorea |
| Nigeria                                                      | Enyeama, Obasi, Ayila | Nam-il | Südkorea | Aufstellung Nigeria gegen Südkorea |
| Nigeria                                                      | Spieler des Spiels: Ji-sung (Südkorea) | | Südkorea | Aufstellung Nigeria gegen Südkorea |
| 3. Spieltag                                                  | | |          |                                    |
| 22. Juni 2010 um 20:30 Uhr in Durban (Moses-Mabhida-Stadion) | | |          |                                    |
| Zuschauer: 61.874                                            | | |          |                                    |
| Schiedsrichter: Olegário Benquerença ( Portugal)             | | |          |                                    |
| Spielbericht                                                 | | |          |                                    |

## Griechenland – Argentinien 0:2 (0:0)
| Griechenland                                                   | Griechenland | Argentinien | Argentinien | Aufstellung                                |
| -------------------------------------------------------------- | --- | --- | ----------- | ------------------------------------------ |
| Griechenland                                                   | \| 3. Spieltag \| \| 22. Juni 2010 um 20:30 Uhr in Polokwane (Peter-Mokaba-Stadion) \| \| Zuschauer: 38.891 \| \| Schiedsrichter: Ravshan Ermatov ( Usbekistan) \| \| Spielbericht \| | \| 3. Spieltag \| \| 22. Juni 2010 um 20:30 Uhr in Polokwane (Peter-Mokaba-Stadion) \| \| Zuschauer: 38.891 \| \| Schiedsrichter: Ravshan Ermatov ( Usbekistan) \| \| Spielbericht \|                                                                                                   | Argentinien | Aufstellung Griechenland gegen Argentinien |
| Griechenland                                                   | Alexandros Tzorvas – Sotirios Kyrgiakos, Loukas Vyntra, Avraam Papadopoulos, Vasilios Torosidis (55. Christos Patsatzoglou) – Alexandros Tziolis, Sokratis, Vangelis Moras, Georgios Karagounis (46. Nikolaos Spyropoulos), Konstantinos Katsouranis (54. Sotiris Ninis) – Georgios Samaras Cheftrainer: Otto Rehhagel ( Deutschland) | Sergio Romero – Nicolás Burdisso, Martín Demichelis, Nicolás Otamendi, Clemente Rodríguez – Juan Sebastián Verón, Mario Bolatti, Maxi Rodríguez (63. Ángel Di María) – Sergio Agüero (77. Javier Pastore), Lionel Messi , Diego Milito (80. Martín Palermo) Cheftrainer: Diego Maradona | Argentinien | Aufstellung Griechenland gegen Argentinien |
| Griechenland                                                   | 0:1 Demichelis (78.) 0:2 Palermo (89.) | | Argentinien | Aufstellung Griechenland gegen Argentinien |
| Griechenland                                                   | Katsouranis | Bolatti | Argentinien | Aufstellung Griechenland gegen Argentinien |
| Griechenland                                                   | Spieler des Spiels: Messi (Argentinien) | | Argentinien | Aufstellung Griechenland gegen Argentinien |
| 3. Spieltag                                                    | | |             |                                            |
| 22. Juni 2010 um 20:30 Uhr in Polokwane (Peter-Mokaba-Stadion) | | |             |                                            |
| Zuschauer: 38.891                                              | | |             |                                            |
| Schiedsrichter: Ravshan Ermatov ( Usbekistan)                  | | |             |                                            |
| Spielbericht                                                   | | |             |                                            |